# Гусейнов, Вургун Тофиг оглы
Вургу́н Тофиг оглы Гусе́йнов (азерб. Hüseynov Vurğun Tofiq oğlu; род. 25 апреля 1988, Баку) — азербайджанский футболист, защитник. Выступал за национальную сборную Азербайджана, а также за молодёжную сборную. Защищал также цвета юношеских (U-17 и U-19) сборных Азербайджана.

## Клубная карьера
В 2005—2008 играл в команде «Туран» (Товуз) под № 3 и некоторое время был её капитаном.
С 2008 года защищал цвета клуба премьер-лиги Азербайджана — «Габала» из одноимённого города. Выступал в клубе под № 15.
Сезон 2010/11 провел в «Туране», после чего вновь вернулся в «Габалу».
Сезон 2013/14 начал в клубе «Сумгаит».
19 июня 2023 года Гусейнов подписал однолетний контракт с «Кяпазом». В июле 2024 года клуб продлил его контракт ещё на один год. 13 сентября 2024 года контракт Гусейнова с «Кяпазом» был расторгнут по обоюдному согласию, и он покинул клуб. После ухода из клуба он завершил карьеру футболиста. Сообщается, что теперь Гусейнов будет работать тренером в «Сумгайыте».

## Сборная Азербайджана
Игрок молодёжной сборной Азербайджана. С 4 по 10 января 2009 года в составе молодёжной сборной Азербайджана провёл учебно-тренировочные сборы в турецком городе Анталья.
Свой дебютный гол за первую сборную Вургун забил в матче против Иордании, который завершился победой Азербайджана 2:0.